# Ánimas Island
Ánimas Island (englisch; spanisch Isla Ánimas) ist eine Insel der Pitt-Inseln im Archipel der Biscoe-Inseln vor der Westküste der Antarktischen Halbinsel. Sie liegt nordnordöstlich von Snodgrass Island.
Argentinische Wissenschaftler auf dem Forschungsschiff Bahía Aguirre kartierten sie im Zuge einer zwischen 1954 und 1955 durchgeführten Forschungsfahrt. Sie benannten sie nach einem Robbenfänger, das im 19. Jahrhundert in den Gewässern um Patagonien und Feuerland operiert hatte. Das UK Antarctic Place-Names Committee übertrug diese Benennung 2004 ins Englische.